# Central Region (Schottland)
Die Central Region  (schottisch-gälisch Roinn Meadhanach) war von 1975 bis 1996 eine Region in Schottland. Verwaltungssitz war die Stadt Stirling.

## Name
Die Region war nach ihrer Lage im Zentrum Schottlands benannt.

## Geschichte
Die Region wurde 1975 aus der Grafschaft Clackmannanshire, dem größten Teil der Grafschaft Stirlingshire und dem westlichen Teil der Grafschaft Perthshire gebildet.
Danach war die Region in drei Districts gegliedert:
- Clackmannan
- Falkirk
- Stirling

1996 wurden die Regionen und Districts in Schottland abgeschafft und durch 32 Council Area ersetzt. Aus den drei Districts der Central Region wurden Council Areas gebildet. Clackmannan wurde wieder in Clackmannanshire umbenannt.

## Gegenwart
Die Region bestand unter anderem als Polizeibezirk („Central Scotland Police“) und als Feuerwehrbezirk („Central Scotland Fire and Rescue Service“) fort. Heute wird die Region als Polizeibezirk der Police Scotland mit dem Namen Forth Valley bezeichnet.